# Iván Jared Moreno
Iván Jared Moreno Füguemann (Puebla de Zaragoza, Puebla, México, 17 de enero de 1998) es un futbolista mexicano que juega como lateral o extremo en el Club León de la Primera División de México.

## Trayectoria
Comenzó su carrera en la categoría Sub-17 del Club América en el año 2015. En 2018, el técnico Miguel Herrera decide registrarlo con el primer equipo para el torneo Apertura; el día 31 de julio de 2018 haría su debut profesional en partido de la Copa México, entrando de cambio al minuto 60'.

## Estadísticas

### Clubes
Actualizado al último partido disputado el 24 de febrero de 2024.
| Club                     | Div.          | Temporada     | Liga  | Liga  | Liga   | Copas nacionales | Copas nacionales | Copas nacionales | Copas internacionales | Copas internacionales | Copas internacionales | Total | Total | Total  |
| Club                     | Div.          | Temporada     | Part. | Goles | Asist. | Part.            | Goles            | Asist.           | Part.                 | Goles                 | Asist.                | Part. | Goles | Asist. |
| ------------------------ | ------------- | ------------- | ----- | ----- | ------ | ---------------- | ---------------- | ---------------- | --------------------- | --------------------- | --------------------- | ----- | ----- | ------ |
| Club América · México    | 1.ª           | 2018-19       | 1     | 0     | 0      | 3                | 0                | 0                | ―                     | ―                     | ―                     | 4     | 0     | 0      |
| Club América · México    | Total club    | Total club    | 1     | 0     | 0      | 3                | 0                | 0                | 0                     | 0                     | 0                     | 4     | 0     | 0      |
| C. A. Zacatepec · México | 2.ª           | 2019-20       | 6     | 0     | 0      | 3                | 0                | 0                | ―                     | ―                     | ―                     | 9     | 0     | 0      |
| C. A. Zacatepec · México | Total club    | Total club    | 6     | 0     | 0      | 3                | 0                | 0                | 0                     | 0                     | 0                     | 9     | 0     | 0      |
| Mazatlán F. C. · México  | 1.ª           | 2020-21       | 3     | 0     | 0      | ―                | ―                | ―                | ―                     | ―                     | ―                     | 3     | 0     | 0      |
| Mazatlán F. C. · México  | 1.ª           | 2021-22       | 29    | 2     | 2      | ―                | ―                | ―                | ―                     | ―                     | ―                     | 29    | 2     | 2      |
| Mazatlán F. C. · México  | Total club    | Total club    | 32    | 2     | 2      | 0                | 0                | 0                | 0                     | 0                     | 0                     | 32    | 2     | 2      |
| Club Puebla · México     | 1.ª           | 2022-23       | 17    | 0     | 0      | ―                | ―                | ―                | ―                     | ―                     | ―                     | 17    | 0     | 0      |
| Club Puebla · México     | Total club    | Total club    | 17    | 0     | 0      | 0                | 0                | 0                | 0                     | 0                     | 0                     | 17    | 0     | 0      |
| Club León · México       | 1.ª           | 2022-23       | 17    | 1     | 4      | —                | —                | —                | 6                     | 1                     | 1                     | 23    | 2     | 5      |
| Club León · México       | 1.ª           | 2023-24       | 26    | 1     | 3      | ―                | ―                | ―                | 4                     | 2                     | 0                     | 30    | 3     | 3      |
| Club León · México       | Total club    | Total club    | 43    | 2     | 7      | 0                | 0                | 0                | 10                    | 3                     | 1                     | 53    | 5     | 8      |
| Total carrera            | Total carrera | Total carrera | 99    | 4     | 9      | 6                | 0                | 0                | 10                    | 3                     | 1                     | 115   | 7     | 10     |

## Palmarés

### Títulos nacionales
| Título           | Club       | País   | Año  |
| ---------------- | ---------- | ------ | ---- |
| Primera División | C. América | México | 2018 |
| Copa MX          | América    | México | 2019 |

### Títulos internacionales
| Título                           | Club      | País     | Año  |
| -------------------------------- | --------- | -------- | ---- |
| Liga de Campeones de la Concacaf | Club León | Concacaf | 2023 |